# León Cobarde

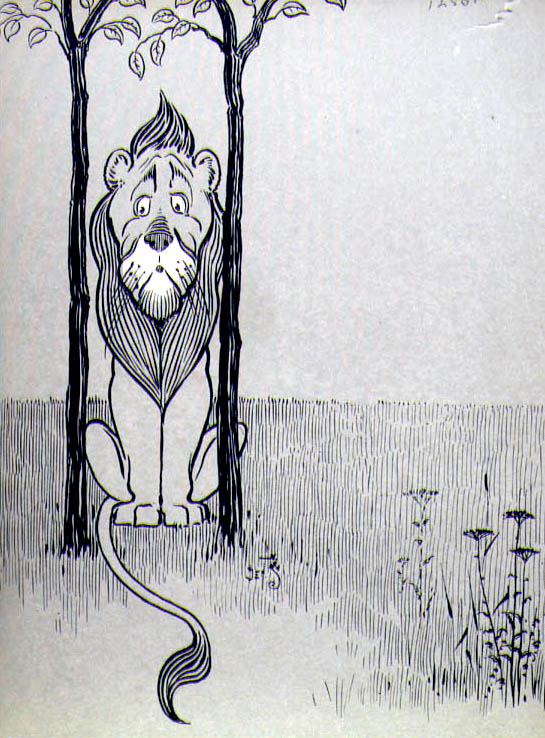
León Cobarde de El maravilloso mago de Oz

El León Cobarde es un personaje de El maravilloso mago de Oz, escrita por L. Frank Baum, que ha pasado a la cultura popular. Contrariamente al tópico que hace del león el rey de la selva, y por tanto un emblema de coraje y fortaleza, este león es un animal antropomórfico miedoso que pide que la magia le restaure el valor, sin darse cuenta de que lo contiene en su interior, como demuestra en situaciones adversas. Representa un papel cómico en la novela y adaptaciones posteriores, por el contraste entre la imagen que tienen los desconocidos de él (una bestia feroz) y el terror que él siente. Igualmente, como los demás acompañantes de Dorothy, tiene un papel tierno, porque muestra debilidades propias de los humanos, en una fábula inversa.
Aparece en varias secuelas de la novela original y otras obras que usan su imaginario, como Wicked: Memorias de una Bruja Mala. En estas continuaciones explota el tópico humorístico de situaciones que causan miedo irracional o explica el contexto que origina su cobardía.
En la conocida adaptación cinematográfica de la novela, estrenada en Estados Unidos en 1939, el actor Bert Lahr interpretó al León Cobarde.